# Aleksandr Nevskij (Prokof'ev)
Aleksandr Nevskij è la partitura composta dal compositore Sergej Prokof'ev nel 1938 per l'omonimo film del regista sovietico Sergej Ėjzenštejn.
Da una rielaborazione delle musiche, lo stesso compositore trasse successivamente una cantata per mezzosoprano, coro e orchestra. È rimasta una delle più celebri cantate del XX secolo e può essere considerata uno dei capolavori della musica del periodo sovietico.

## Storia
Prokof'ev, terminata la sua ultima tournée da concertista in occidente, in Europa e negli Stati Uniti, si interessò molto a studiare le eventuali relazioni fra la musica e la filmografia; trovandosi a Hollywood passò il suo tempo libero proprio negli studi cinematografici rimanendo affascinato dalle possibilità che questa interazione poteva dare, in particolare si interessò molto alle novità sulla sincronizzazione del suono con le immagini che erano state realizzate negli studi della Disney. Rientrato in Unione Sovietica venne interpellato dal regista Ėjzenštejn che gli propose la collaborazione per la realizzazione di Aleksandr Nevskij. Il musicista conosceva molto bene le capacità del regista di cui aveva più volte visto La corazzata Potëmkin, inoltre egli aveva già realizzato una colonna sonora nel 1933 per Il tenente Kiže di Fajncimmer; il compositore accettò con entusiasmo e iniziò immediatamente il lavoro.
La storia di Aleksandr Nevskij si svolge in Russia nel XIII secolo quando il popolo dell'Orda d'Oro di stirpe mongolica travolse le città della Russia antica e Aleksandr, sovrano di Novgorod, fu eletto dal popolo come il simbolo d'indipendenza che riuscì a frenare l'espansione di gruppi di origine germanica.
Ėjzenštejn prese come soggetto del film la Battaglia del lago ghiacciato, durante la quale Aleksandr sconfigge l'esercito teutonico nel 1242 presso il Lago dei Ciudi. Il regista girò il film come fosse una chanson de geste dove i personaggi erano nettamente divisi in due parti: i buoni e i cattivi. Prokof'ev per ottenere musicalmente questa dicotomia pensò a due illustri esempi, Il gallo d'oro di Rimskij-Korsakov e soprattutto a L'uccello di fuoco di Stravinskij dove la positività era espressa da una musica diatonica, mentre l'aspetto negativo dal cromatismo.
La collaborazione fra il compositore e il regista fu proficua. Prokof'ev fu agevolato dal fatto che Ėjzenštejn conoscesse bene la musica; lavorarono sempre di comune accordo anche perché avevano la stessa idea su come dovesse essere impiegata la musica che aveva sì il compito principale di commentare le azioni sceniche, ma anche quello di sottolineare i movimenti dei personaggi, esaltandone con il suono il carattere e il dinamismo. Il metodo di lavoro utilizzato dai due autori era molto rigoroso; Prokof'ev ogni sera assisteva alla proiezione privata delle scene realizzate durante il giorno, guardandole anche due o tre volte; quindi prendeva appunti sulle diverse sequenze e le loro durate e l'indomani, con puntualità assoluta, consegnava la partitura al regista all'ora concordata. Il lavoro si svolse sempre con queste modalità senza interruzioni; la sequenza della battaglia sul ghiaccio fu terminata il 10 giugno, le bozze di partitura per il canto dei cavalieri il 15 luglio e il film fu concluso alla data che era stata stabilita, il 3 novembre 1938.
Alla prima del 1º dicembre 1938 a Mosca il successo del film fu grandioso; Iosif Stalin in persona si congratulò con Ėjzenštejn e l'anno dopo gli conferì la più alta onorificenza nazionale dell'Unione Sovietica, l'Ordine di Lenin. Prokof'ev, esaltato per il successo ottenuto, decise che da allora in poi si sarebbe dedicato soltanto a comporre musica su argomento sovietico, allo scopo di celebrare il popolo russo.

## Colonna sonora
Aleksandr Nevskij fu il secondo lavoro di Prokof'ev per il cinema. La colonna sonora era composta da 21 sezioni e il musicista  si occupò attivamente non solo della composizione, ma anche della fase di registrazione. Fece numerosi esperimenti posizionando il microfono a distanze diverse per ottenere il suono desiderato. I corni, ad esempio, usati per rappresentare i Cavalieri Teutonici furono fatti suonare vicini ai microfoni per produrre un suono crepitante e distorto. Le parti degli ottoni e del coro furono registrate in studi diversi e successivamente mixate insieme.
Prokof'ev utilizzò diverse sezioni dell'orchestra, così come diversi stili compositivi, al fine di evocare negli ascoltatori le immagini che desiderava. Ad esempio, i Cavalieri Teutonici (visti come il nemico) sono affidati agli ottoni pesanti, che eseguono note dissonanti con un ritmo marziale. Al contrario, l'esercito russo, che rappresenta il bene e con cui il pubblico deve identificarsi, viene evocato con un materiale ispirato al folclore russo e con grandi passaggi melodici.

### Organico
Mezzosoprano, coro misto. Orchestra composta da: ottavino, due flauti, due oboi, corno inglese, due clarinetti, clarinetto basso, sassofono, due fagotti, controfagotto, quattro corni, due trombe, tre tromboni, basso tuba, timpani, rullante, grancassa, piatti, tamburo basco, maracas, woodblock, triangolo, campane tubolari, tam-tam, glockenspiel, xilofono, arpa, archi

## Cantata

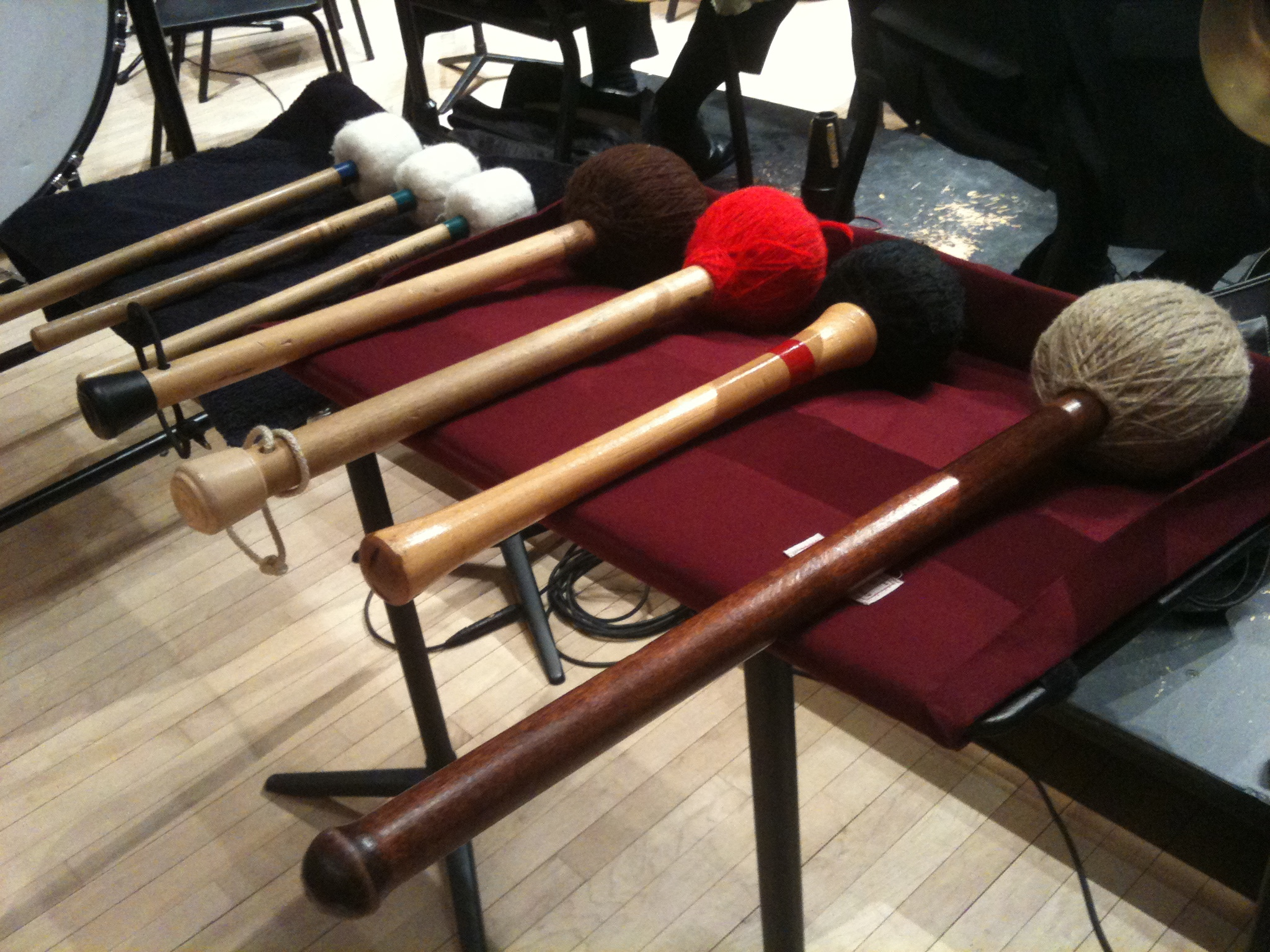
Bacchette del tam-tam e della grancassa utilizzate nella Cantata

La Cantata op. 78, nata anche come opera di propaganda stalinista in occasione del congresso del PCUS del 1939, volle rappresentare i differenti momenti della vicenda narrata nel film. Realizzata in sette movimenti per mezzosoprano, coro e orchestra, venne eseguita per la prima volta a Mosca dalla "Filarmonica di Mosca" il 17 maggio 1939 sotto la direzione di Prokof'ev e con Valentina Gagarina come voce solista. Come era avvenuto per la colonna sonora, fu anch'essa accolta con entusiasmo dal pubblico come opera patriottica. La prima esecuzione negli Stati Uniti venne diretta da Leopold Stokowski. La cantata ha la durata di circa 40 minuti.
La composizione è cantata in russo, ma Prokof'ev ha utilizzato per il terzo e il quinto movimento anche il latino. Realizzata come rielaborazione della colonna sonora, è stata decurtata di alcuni brevi frammenti mentre altri sono stati rimaneggiati; Prokof'ev ha riorchestrato la partitura, i movimenti che la compongono seguono perfettamente gli avvenimenti narrati nel film seppure in maniera concisa, ma con intatta la forza espositiva.

### Struttura
1. La Russia sotto il giogo mongolo. Molto andante
2. Canto di Aleksandr Nevskij. Lento
3. I crociati a Pskov. Largo
4. Sollevati, popolo russo!
5. La battaglia sul ghiaccio. Moderato, l'istesso tempo
6. Il campo della morte. Adagio
7. Entrata di Aleksandr Nevskij a Pskov. Allegro ma non troppo

Un primo quadro storico fa da prologo ed è intitolato La Russia sotto il giogo mongolo; viene introdotto da un brano orchestrale cupo che nel film accompagna le sequenze di immagini che rappresentano la desolazione della patria sotto il giogo mongolo. Il secondo brano dal titolo Il canto di Aleksandr Nevskij ricorda le imprese compiute da Aleksandr e la vittoria sugli svedesi sulle rive del fiume Neva; una melodia corale dagli accenti nostalgici canta la speranza del popolo russo.
Il terzo brano, I Crociati in Pskov, è dedicato all'invasione dei Cavalieri Teutonici. Il pezzo inizia in modo cupo; gli ottoni, con il loro suono stridente, e un ampio uso delle percussioni sottolineano una sonorità dissonante. Entra quindi  il corale lento dei crociati, isoritmico e in latino, Peregrinus expectavi, pedes meos in cymbalis che mette l'accento sull'ipocrisia dei cavalieri cattolici. Un episodio centrale espone un breve momento di intenso lirismo dolente che sottolinea il pianto degli invasi; tutto il brano è però pervaso da una tematica musicale di carattere barbarico reso in modo perfetto dal suono cupo dei tromboni. Senza alcuna pausa segue il quarto episodio, il canto corale che esorta a combattere, Sollèvati, popolo russo!, dal carattere eroico che gioca su temi assai semplici, resi però corposi da un'orchestrazione altisonante.
Il pezzo maggiormente drammatico e anche il più lungo dell'intera composizione, è La battaglia sul ghiaccio; inizialmente la musica descrive l'atmosfera glaciale del luogo con un Adagio suonato dai violini in tonalità acuta e dai violoncelli con un prolungato tremolo. Un nuovo momento, indicato con Allegro moderato, annuncia con un ritmo marziale di una cavalcata l'arrivo dei crociati, sottolineato dal coro che intona Vincant arma crucifera, hostis pereat a cui risponde il canto dei patrioti russi; i due motivi contrapposti si sovrappongono in un serrato contrappunto dove viene vissuto il clima dello scontro con profonde sonorità, accordi dissonanti, passaggi politonali tutti accompagnati dai numerosi strumenti a percussione. Nell'Adagio finale viene evidenziato, con scale espresse dagli archi e dai legni, lo sprofondare dei cavalieri nel lago ghiacciato. Il penultimo quadro, in Do minore, è ricco di umanità; è intitolato Il campo della morte poiché rende l'inmmagine del luogo dove le donne vanno a ritrovare i corpi dei familiari caduti. Dopo una breve introduzione, si alza il canto struggente del mezzosoprano che narra di una giovane donna russa che cerca tra i morti e i feriti il suo fidanzato: "Io andrò sul campo bianco, io volerò sul campo della morte. Io cercherò sopra a questi gloriosi falconi il mio fidanzato, o miei nobili giovani. Egli che è morto da eroe per la Russia".
La Cantata si conclude con il brano dal tono grandioso L'entrata di Aleksandr in Pskov che riporta il tema musicale del condottiero già affrontata nel secondo brano, dove la veloce trasposizione da una tonalità all'altra crea un notevole effetto. Il motivo solenne richiama altri tipici aspetti corali dell'opera russa. Il momento finale di gioia popolare è cantato da tutta l'orchestra ben sottolineato da piatti, campane, tam-tam, dal glockenspiel, xilofono e triangolo.

### Organico
Mezzosoprano, coro misto. Orchestra composta da: ottavino, due flauti, due oboi, corno inglese, due clarinetti, clarinetto basso, sassofono, due fagotti, controfagotto, quattro corni, tre trombe, tre tromboni, basso tuba, timpani, tamburo, grancassa, piatti, tamburello, maracas, woodblocks, triangolo, tam-tam, campane tubolari, glockenspiel, xilofono, arpa, archi